# Koninklijke Watersportvereniging Sneek
De Koninklijke Watersportvereniging Sneek (afgekort: KWS), een fusie van de Koninklijke Zeil Vereniging Sneek (KZVS) en de Sneeker Zeil Club (SZC), is een sportvereniging uit Sneek. De vereniging is voornamelijk bekend van de organisatie van de Sneekweek.

## Geschiedenis
De KWS is opgericht op 1 juni 1851 als Zeil Vereniging Sneek. Het clubgebouw van de KWS stond in de beginjaren op de Roekepolle, het startschip van de KWS is hiernaar vernoemd. In de periode 1914-1918 heeft de verhuizing plaatsgevonden van de Roekepolle naar het Kolmeersland.
De KWS kreeg in 1925 het predicaat Koninklijk. Koningin Beatrix heeft het predicaat in 2010 met 25 jaar verlengd.
Het clubgebouw van de KWS is De Kajuit in De Domp. Op 18 april 2009 heeft de KWS het Kielboot Trainingscentrum Sneek in gebruik genomen. Het clubblad van de KWS heet het KWS Journaal, dat circa twee maandelijks verschijnt.
De vlag van de KWS bestaat uit vier gelijke vlakken, rechtsboven geel, linksboven zwart, rechtsonder zwart en linksonder geel. Hierop staat een blauw kruis met in het middel een gekroond wapenschild met een afbeelding van een zeilschip.

## Sneekweek
De Sneekweek is het grootste evenement op binnenwater in Europa. De KWS is de organisator van de Sneekweek, die sinds 1935 wordt gehouden. De Sneekweek begint op de vrijdag voor de eerste zaterdag in augustus en duurt tot en met de donderdag daarna.